# Little Red Corvette
Little Red Corvette is een nummer van de Amerikaanse muzikant Prince. Het is de tweede single van zijn vijfde studioalbum 1999 uit oktober 1982. Op 9 februari 1983 werd het nummer op single uitgebracht.

## Achtergrond
In het nummer vertelt Prince over een onenightstand met een mooie maar promiscue vrouw, waarvoor hij een "kleine rode Corvette" als metafoor gebruikt. De plaat bereikte in Prince thuisland de VS de 6e positie in de  Billboard Hot 100. Verder werd de plaat ook een hit in Canada, het Verenigd Koninkrijk en Oceanië. 
In Nederland werd de plaat begim 1983 wél regelmatig gedraaid op Hilversum 3, echter werden de destijds drie landelijke hitlijsten op de nationale publieke popzender (de Nederlandse Top 40, Nationale Hitparade en de TROS Top 50) niet bereikt. Ook in de Europese hitlijst op Hilversum 3, de TROS Europarade, werd géén notering behaald. 
Ook in België werd géén notering behaald in zowel de voorloper van de Vlaamse Ultratop 50 als de Vlaamse Radio 2 Top 30 en de Waalse hitlijst.

## NPO Radio 2 Top 2000
| Nummer met noteringen in de NPO Radio 2 Top 2000 | '16  | '17  |
| ------------------------------------------------ | ---- | ---- |
| Little Red Corvette                              | 1409 | 1995 |

1. ↑  Een vetgedrukt getal geeft de hoogste notering aan.
2. ↑  2016 was het eerste jaar met een notering voor dit nummer.
3. ↑  Deze tabel is bijgewerkt tot en met de laatste editie (2024).